# Кулевчанська сільська територіальна громада
Кулевчанська сільська територіальна громада — територіальна громада в Україні, у Білгород-Дністровському районі Одеської області. Адміністративний центр — село Кулевча.
Громада створена в рамках адміністративно-територіальної реформи в Україні шляхом об'єднання Кулевчанської, Розівської, Сергіївської сільських рад.
Водойма на території громади: річка Хаджидер.
Перші вибори відбулися 25 жовтня 2020 року.

## Склад громади
До кладу громади входять 4 села:
- Костянтинівка
- Кулевча
- Розівка
- Сергіївка